# Abel Hovelacque
Abel Hovelacque (París, 14 de novembre de 1843 - París, 22 de febrer de 1896) va ser un antropòleg, lingüista i polític francès. Abel Hovelacque va ser un representant de la lingüística naturalista i antropològica.

## Biografia
Tot i que al principi havia emprès estudis de dret, abandonà aquesta via per a interessar-se a les ciències del llenguatge.
Esdevingué un alumne de l'antropòleg i lingüista belga Honoré Chavée. Amb ell col·laborà a la Revue de Linguistique et Philologie Comparée abans d'assumir-ne la direcció entre 1869 i 1874. Entrà després en contacte amb diversos alemanys entre els quals convé de destacar August Schleicher que influiria sobre les seves teories lingüístiques. Ingressà com a membre de la Societat d'Antropologia de París el gener de 1867. Amb l'antropòleg Paul Broca fundà l'Escola d'antropologia el 1870. Hovelacque s'interessà a moltes llengües del món i publicà diverses obres divulgatives sobre algunes d'elles. Va ser un dels primers que delimità més o menys precisament la frontera lingüística entre occità i català.
A més de la seva activitat docent i de les seves investigacions va ser diputat del 13è districte de París entre 1889 i 1894. La seva activitat i producció feu que es denominés amb el seu nom, a tall d'homenatge, un dels carrers del tretzè districte de París (la Rue Abel-Hovelacque).

## Obres
- 1877, La Linguistique, Reinwald.
- 1878, Notre ancêtre, recherches d'anatomie et d'ethnologie sur le précurseur de l'homme, Leroux.
- 1878, Études de linguistique et d'ethnographie, Reinwald.
- 1878, Grammaire de la langue zende.
- 1881, Les débuts de l'humanité : L'homme primitif contemporain, Doin.
- 1882, Les Races humaines, Cerf.
- 1887, Précis d'anthropologie.
- 1889, Les Nègres de l'Afrique sus-équatoriale.